# São João da Canabrava
São João da Canabrava este un oraș în Piauí (PI), Brazilia.